# Ljutomer

Ljutomer (Luttenberg in der Steiermark en allemand, Lutmerk en prekmure) est une petite commune du nord-est de la Slovénie située non loin de la Croatie. Les plus importantes courses hippiques de Slovénie ont lieu sur l'hippodrome de Ljutomer. La commune est composée de plusieurs villages dont celui de Jeruzalem connu pour sa production de vins.

## Géographie
La commune est localisée dans la région de la Basse-Styrie au nord-est de la Slovénie. La zone fait partie de la plaine de Pannonie et du bassin hydrographique du Danube. Ljutomer est la capitale de la Prekija, la région viticole comprise entre les villes d'Ormož sur la rivière Drave et de Beltinci sur la rivière Mur. C'est une chaîne de collines couvertes de vignobles et dont les domaines viticoles sont parmi les plus importants du pays. Jeruzalem, l'un des principaux centres viticoles slovènes, est situé sur le territoire de la commune.

### Villages

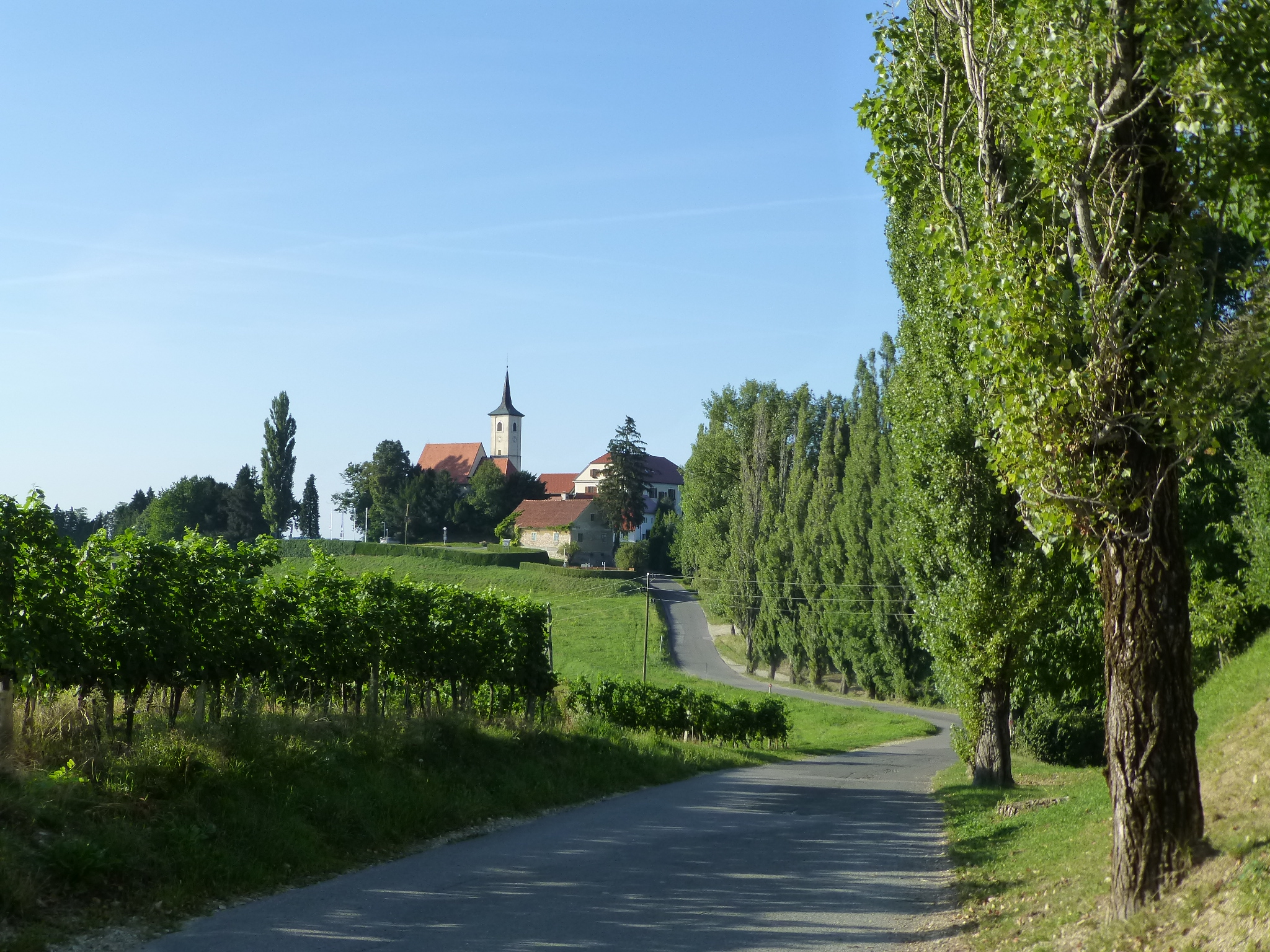
Jeruzalem

Les villages qui composent la commune sont Babinci, Bodislavci, Branoslavci, Bučkovci, Cezanjevci, Cuber, Cven, Desnjak, Drakovci, Globoka, Godemarci, Gresovščak, Grlava, Ilovci, Jeruzalem, Krapje, Krištanci, Kuršinci, Ljutomer, Mala Nedelja, Mekotnjak, Moravci v Slovenskih Goricah, Mota, Noršinci pri Ljutomeru, Nunska Graba, Plešivica, Podgradje, Precetinci, Presika, Pristava, Radomerje, Radomerščak, Radoslavci, Rinčetova Graba, Sitarovci, Slamnjak, Spodnji Kamenščak, Stara Cesta, Stročja vas, Šalinci, Vidanovci, Vogričevci, Zgornji Kamenščak et Železne Dveri.

## Histoire
Ljutomer est mentionnée pour la première fois en 1249 et a obtenu le titre de Place de marché en 1265. Au Moyen Âge, Ljutomer était une ville franche, ceinte de murs. Elle tenait sa richesse du commerce des vins et d'autres produits agricoles mais les guerres incessantes avec les Ottomans virent la ville prise et perdue à plusieurs reprises entre 1479 et 1605 puis les incursions des Kruci (des brigands) amenèrent à sa déchéance. En 1704, les Kruci incendièrent la ville après l'avoir pillée. Des expéditions militaires mirent enfin un terme à ce fléau et la paix s'installa. La production vinicole reprit et la zone fut repeuplée par des émigrants venus des montagnes et par des uskoci, des corsaires croates de Senj car un accord entre Venise et l'Autriche les avait contraint à quitter leur port d'attache.
Au XIXe siècle, Ljutomer joua un rôle important dans la vie politique slovène et c'est là que fut organisé le 9 août 1868 le premier Tabor (un grand rassemblement populaire slovène). Cependant, jusqu'à la fin de la première guerre mondiale, Ljutomer constitua un isolat linguistique germanophone dans une région majoritairement slovène. 

## Démographie
Entre 1999 et 2021, la population de la commune de Ljutomer est restée proche de 12 000 habitants,.
Évolution démographique
| 1999   | 2000   | 2001   | 2002   | 2003   | 2004   | 2005   | 2006   | 2007   |
| ------ | ------ | ------ | ------ | ------ | ------ | ------ | ------ | ------ |
| 12 252 | 12 224 | 12 192 | 12 239 | 12 189 | 12 160 | 12 126 | 12 081 | 12 041 |
| 2008   | 2009   | 2010   | 2011   | 2012   | 2013   | 2014   | 2015   | 2016   |
| 12 018 | 11 845 | 11 833 | 11 805 | 11 773 | 11 662 | 11 573 | 11 521 | 11 491 |
| 2017   | 2018   | 2019   | 2020   | 2021   |        |        |        |        |
| 11 374 | 11 329 | 11 261 | 11 268 | 11 233 |        |        |        |        |

## Jumelage
- Wermsdorf (Allemagne)
- Friedberg (Autriche)

## Personnages importants
- Stanko Vraz (1810-1851), ethnologue;
- Franz von Miklosich ou Franc Miklošič (1813-1891), philologue.